# L'ultimo del clan
L'ultimo del clan è un album del cantante Pio, realizzato con la collaborazione di Gino Santercole, pubblicato nel 1999 dalla D.V. More Record.

## Tracce
1. Pio – L'ultimo del clan (con Gino Santercole) (Trebbi, Santercole)
2. Pio – Dolce tango (Trebbi, Valletta)
3. Pio – Ritornerò (Trebbi, Valletta)
4. Gino Santercole – Cavomba (Politanò, Santercole)
5. Pio – Nevicava a Roma (Negri, Verdecchia, Beretta, Del Prete)
6. Pio – Dietro i suoi occhi (Bonfanti)
7. Pio – Give me the right (Biognan)
8. Gino Santercole – L'amore non è blu (Santercole)
9. Pio – Release me (Horris, Yong)
10. Pio – Due ali blu (Trebbi, Bois)
11. Pio – Il francobollo tango (Trebbi, Drudi)
12. Gino Santercole – La camera 21 (Celentano, Santercole, Beretta)
13. Pio – Ragazzina (Trebbi, Valletta)
14. Pio – Canzone d'amore (Trebbi, Drudi)
15. Pio – Frutto acerbo (Trebbi, Valletta, Beretta)
16. Gino Santercole – Stella d'argento (Devilli, Kennedy, Carr)